# Rio Una (Sava)
O rio Una é um rio da Croácia e do oeste da Bósnia e Herzegovina; no seu curso médio e baixo forma partes da Fronteira Bósnia e Herzegovina-Croácia. O Una é um afluente da margem direita do rio Sava. A sua bacia, com 10.400 km² tem cerca de um milhão de habitantes.
A extensão do rio é de 207 km² e a área de sua bacia é de 10.400 km². A região às margens do rio Una é habitado por cerca de um milhão de pessoas.
A nascente do rio ‘’Una’’, também chamada ‘’Vrelo Une’’, fica nas encostas nordeste do monte  Stražbenica na Croácia. O rio cruza as cidades e vilas de Martin Brod, Kulen Vakuf, Ripac, Bihać, Bosanska Krupa, Bosanska Otoka, Bosanski Novi (Novi Grad), Kostajnica e Dubica. Encontra o Rio Sava nas proximidades de Jasenovac. Seus principais afluentes são os rios Unac, Sana, Klokot e Krušnica.
Cerca de 170 tipos de ervas medicinais crescem às margens do ‘’rio Una’’. Uma rara planta chamada Campanula unaensis,ou Sino Azul do Una, foi assim chamada por causa das cores turquesa e verde das águas do rio. 28 tipos de peixes vivem no rio, sendo maior deles o ‘’huchen’’ (Salmão do Danúbio - mladica, nome científico Hucho hucho).
Os habitantes das cidades e vilarejos junto ao ‘’Una’’ dizem que esse é o rio de águas mais puras do mundo, embora não haja dados científicos ou estatísticos que confirmem isso. A origem do nome tem também uma lenda correlata, a qual diz que os romanos ao chegarem pela primeira vez o rio, o proclamaram "Una Unica Est", ‘’uma ou único’’, por causa de sua beleza ‘’única.
A ‘’regata de Una’’ ocorre a cada ano no rio, com a descida do mesmo em  caiaques e barcos desde Kulen Vakuf até Vrelo Une na Croácia, como clímax em Bihac. Essa Regata é mais um espécie de celebração do rio do que uma competição esportiva.

## Galeria de imagens

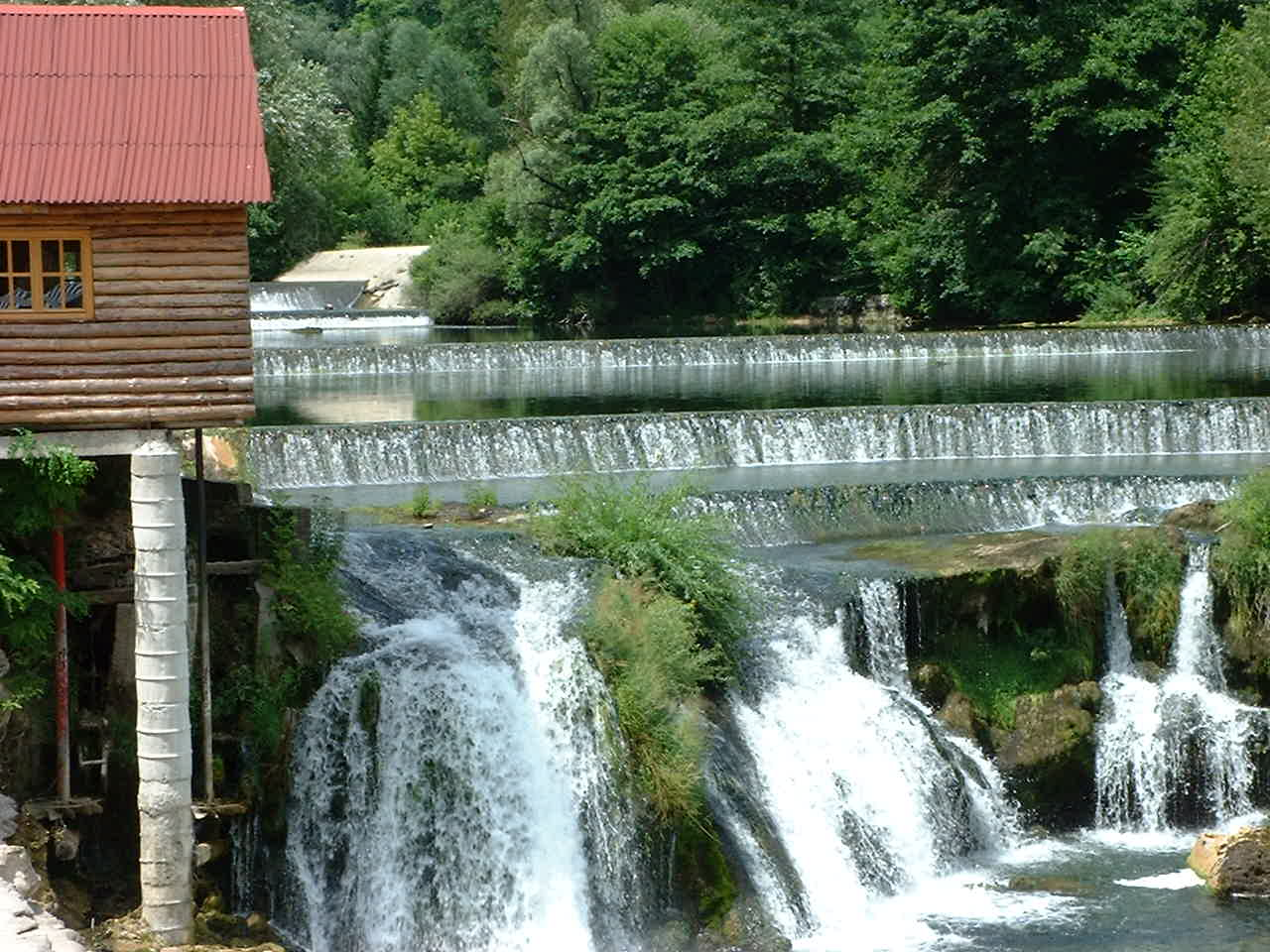
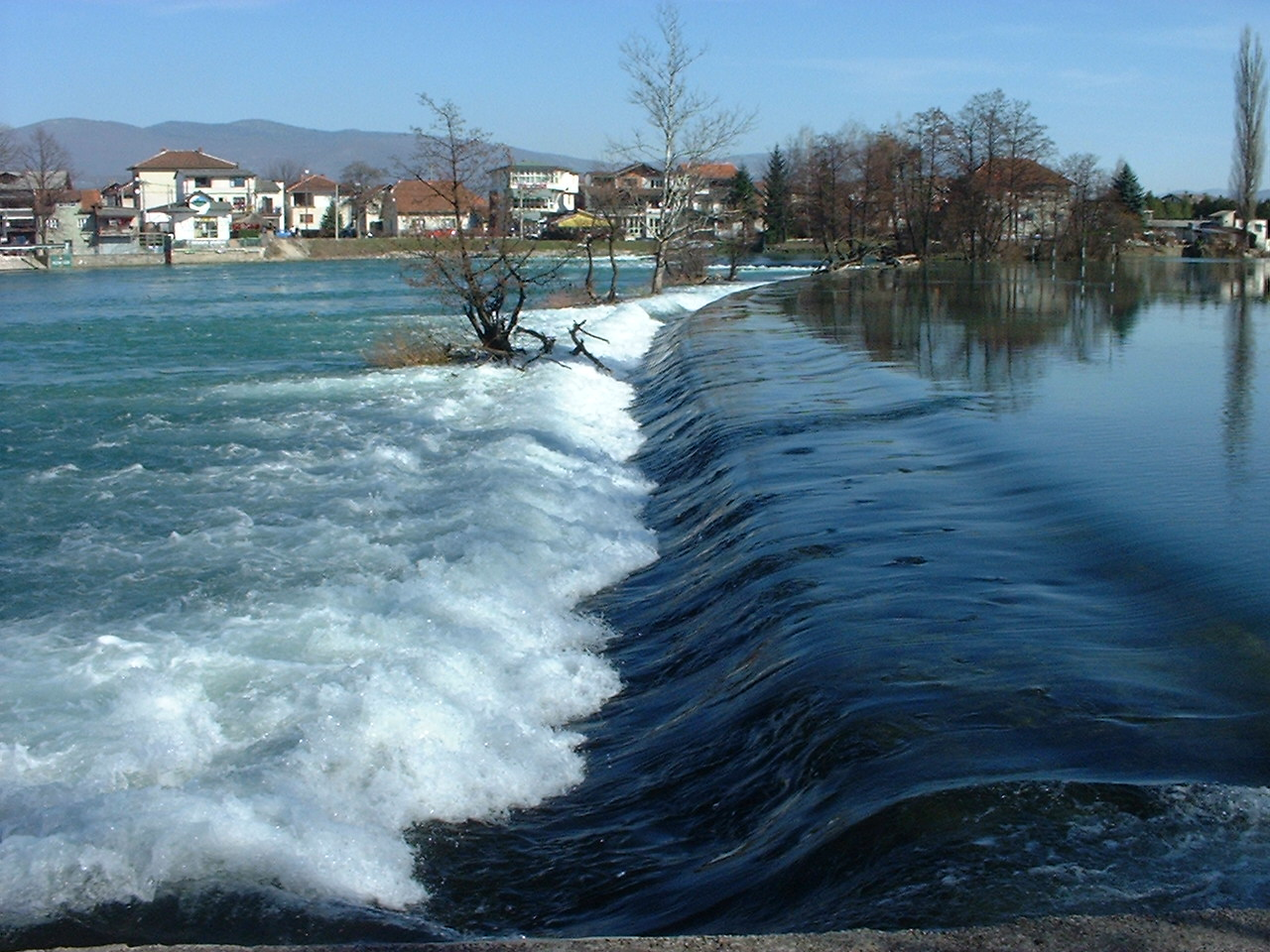
Rio Una próximo a Bihać
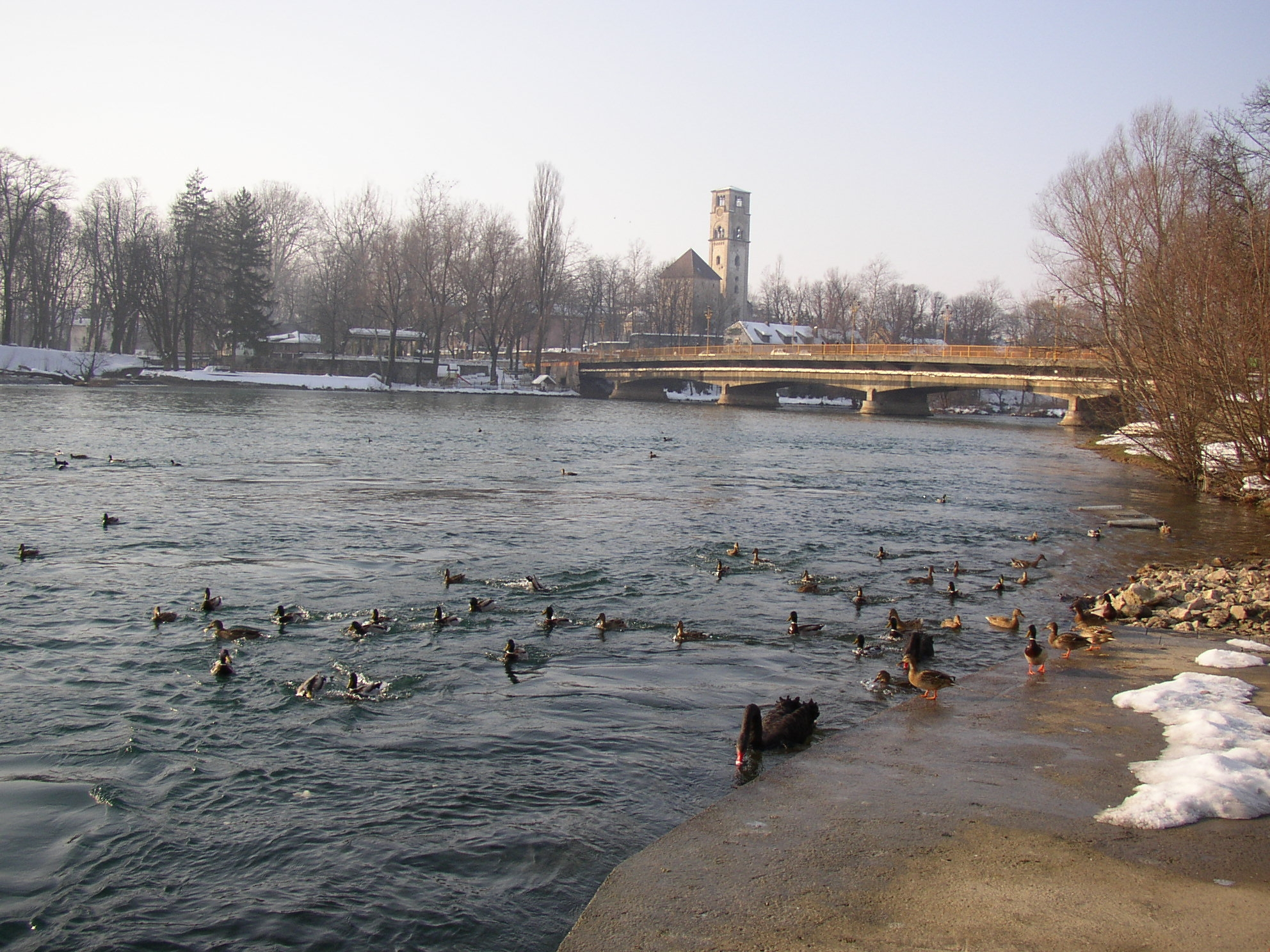
Rio Una e Bihać
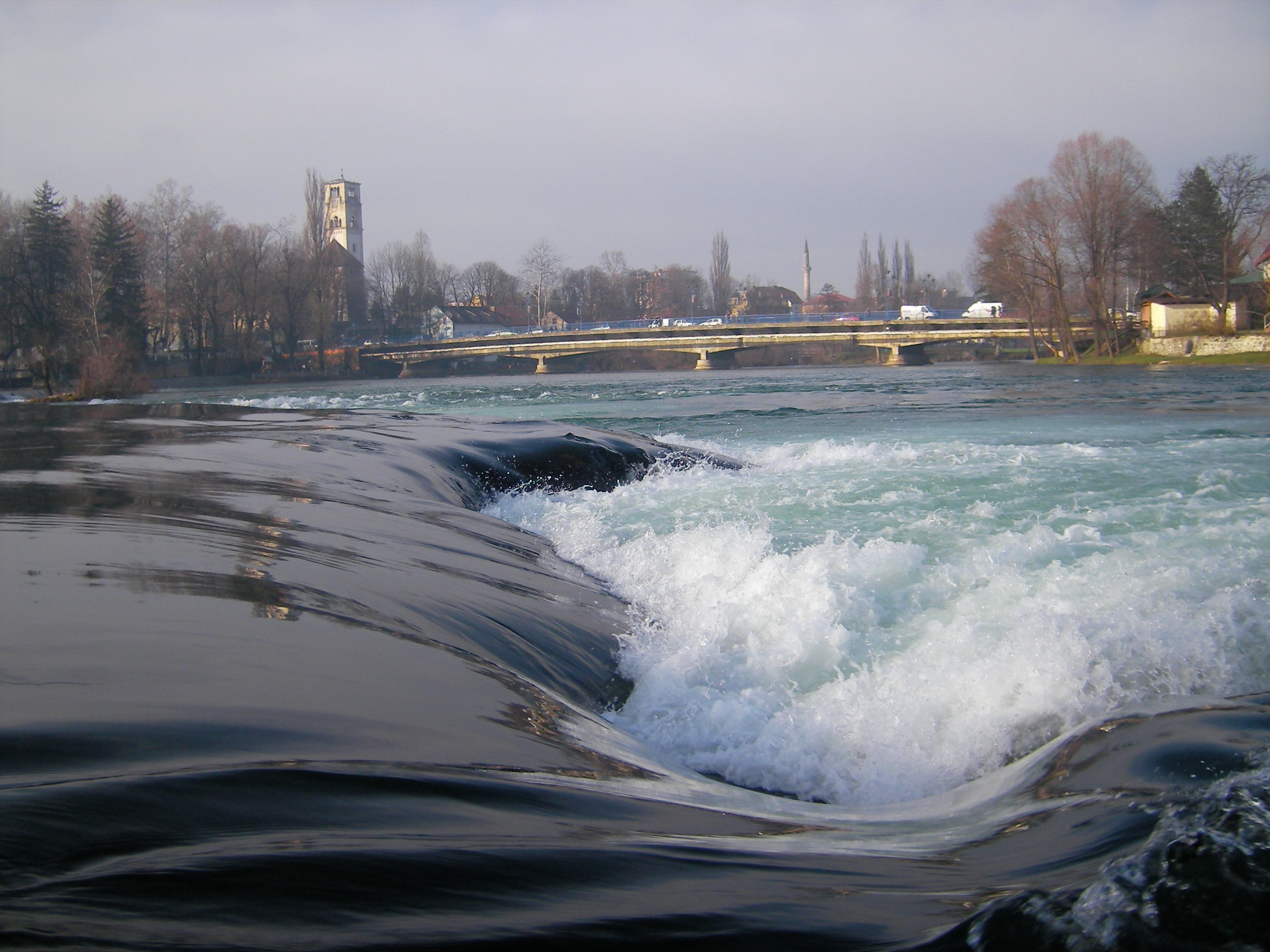
Una fluindo rumo ao centro de Bihac